# Хайлигенштадт (Вена)
Ха́йлигенштадт (также Гейлигенштадт, нем. Heiligenstadt — буквально «Город святых») — административная единица в составе Дёблинга, 19-го района города Вены, столицы Австрии. До 1891 года являлся самостоятельным населённым пунктом. Название района предположительно объясняется существованием в этой местности ещё в языческие времена некоего священного места. Хайлигенштадт впервые упоминается в 1120 году как Санкт-Михаэль, архангел Михаил изображён и на гербе Хайлигенштадта. В документах конца XII века к этому названию добавилось латинское Sanctum Locum — «святое место». Достоверно неизвестно, о каком священном месте идёт речь. Утверждение о том, что здесь проживал святой Северин Норикский, в настоящее время опровергнуто. В доме по адресу Пробусгассе, 6 в 1802 году Людвиг ван Бетховен написал братьям Каспару Карлу и Иоганну письмо, ставшее известным как «Гейлигенштадтское завещание».